# آل منصر العابر (مكيراس)

تعديل مصدري - تعديل

ال منصر العابر هي إحدى قرى عزلة مكيراس بمديرية مكيراس التابعة لمحافظة البيضاء، بلغ تعداد سكانها 27 نسمة حسب تعداد اليمن لعام 2004.